# سیراک ملکنیان
سیراک ملکنیان (به ارمنی: Սիրակ Մելքոնյան؛ به انگلیسی: Sirak Melkonian) (متولد ۱۵ اکتبر ۱۹۳۰ – درگذشته ۱۷ اوت ۲۰۲۴)، هنرمند نقاش ارمنی-ایرانی و از پیشگامان هنر نوگرای ایران بود.
او در آثارش به شیوه‌ای انتزاعی و با تأکید بر خط و فرم، به نمایش انتزاعی مناظر می‌پرداخت. آثار این هنرمند طبیعتی نه خیالی و نه واقعی، نه فراواقع‌گرا و نه واقع‌گرا را به زبانی منحصربه‌فرد به‌تصویر می‌کشید.

## زندگی
سیراک ملکنیان به سال ۱۹۳۰ (۱۳۰۹) در تهران متولد شد. خانواده‌اش به واسطه شغل پدر به اراک نقل مکان کردند و پس از چندی مجدداً به تهران بازگشتند. او در ۱۲ سالگی با حمایت پدرش، نزد نقاشی آسوری بنام الکس گورگیز کار با رنگ روغن را آموخت.
ملکنیان در نوجوانی و پس از پایان دبیرستان عضو انجمن فرهنگی ارمنیان مترقی شد و بیش از ده سال به همراه سایر هنرمندان ارمنی به صورت جدی، نقاشی را دنبال کرد. در آنجا با مارکو گریگوریان و از طریق او با هنر مدرن اروپا و جهان آشنا شد. آثار اولیهٔ ملکنیان رویکردی فیگوراتیو و اکسپرسیونیستی داشت. او در سال ۱۹۵۷ (۱۳۳۶) برندهٔ جایزهٔ هنرمندان معاصر ایران در انجمن ایران و آمریکا و در سال ۱۹۵۸ (۱۳۳۷) برندهٔ جایزهٔ سلطنتی بی‌ینال تهران شد. پس از آن به تشویق گریگوریان برای ادامه تحصیل به ایتالیا رفت و در آکادمی هنرهای زیبای رم مشغول به تحصیل شد اما آن را نیمه‌کاره رها کرد و یادگیری هنر را به‌صورت تجربی ادامه داد. او در بی‌ینال ونیز شرکت کرد و کمی بعد اثارش در بی‌ینال پاریس نمایش داده شد.
ملکنیان طی سال‌ها در نمایش‌های انفرادی و گروهی بسیاری در ایران و کشورهای دیگر شرکت کرده است. او در سال‌های پیش از انقلاب در دههٔ پنجاه برندهٔ رتبهٔ نخست نمایشگاه بین‌المللی هنر تهران شد. آثار او در سومین دورهٔ نمایشگاه گروه آزاد تهران در سال ۱۹۷۵ (۱۳۵۴)، آرت‌فر واش‌آرت ۷۷ و آرت‌فر فیاک ۷۷ نمایش داده شد.
ملکنیان از سال ۱۹۷۲ تا ۱۹۷۵ (۱۳۵۱ تا ۱۳۵۴) در تهران در کنار فعالیت حرفه‌ای به عنوان نقاش و هنرمند، به صورت خصوصی به تدریس نقاشی نیز مشغول بود. وی در سال ۱۹۸۱ (۱۳۶۰) به یونان و حدود یک سال بعد به کانادا مهاجرت کرد و در تورنتو مشغول کار و زندگی بود.
وی در روز شنبه ۱۷ اوت ۲۰۲۴ (۲۶ مرداد ۱۴۰۳) در سن ۹۳ سالگی در تورنتو درگذشت.

## سبک هنرمند
سیراک ملکنیان از پیشگامان هنر فیگوراتیو دهه ۱۹۵۰ میلادی (۱۳۳۰) بود که به همراه گروهی از هنرمندان با مرکزیت مارکو گریگوریان نقاشی فیگوراتیو در ایران را که تحت تأثیر امپرسیونیم بود به سوی اکسپرسیونیم سوق دادند. این گروه علاوه بر تغییر در فرم و ساختار نقاشی، در مضمون هم به دنبال چیزی فراتر از برخورد رمانتیک با سُنت و به تصویر کشیدن سُنت بودند. نگاه انتقادی و جستجو گر اینها در یافتن ریشه‌های فرهنگی‌شان در جامعه پیرامون و در مواجهه با دنیای مدرن بود.
ملکنیان مهم‌ترین آثارش در این دوران کاری و فکری اش را در بی‌ینال تهران در ۱۹۵۸ (۱۳۳۷) نمایش داد. در کنار نقاشی‌هایش او حکاکی‌های خود را نیز نمایش گذاشت و جایزه سلطنتی این بی‌ینال را از آن خود کرد. ملکنیان با موفقیت در این بی‌ینال به عنوان یکی از نمایندگان ایران به بی‌ینال ونیز و پاریس فرستاده شد.
سیراک ملکنیان از ابتدای دهه ۱۹۶۰ با گرایش به سوی هنر انتزاعی، دوران دیگری را در زندگی هنری خود آغاز کرد و با آثار انتزاعی خود نماینده جریان دیگری در تاریخ هنر ایران شد.
در آثار انتزاعی‌اش، ملکنیان بیش از این‌که دل در گرو رنگ یا بازنمایی طبیعت داشته باشد، در پی شناختی عمیق و مداوم از طبیعت است. او با به‌کارگیری رنگ‌های هم‌خانواده و گرم، نگاه دقیق خود را به ترکیب‌بندی و همنشانی اشکال هندسی برگرفته از طبیعت و نیز عنصر تأثیرگذار خط، آشکار می‌کند.
ملکنیان جز دوره‌ای کوتاه در جوانی، کمتر به سراغ فیگوراتیسم انسانی رفته است. او شیفته طبیعت است، اما نه آن طبیعت آشنایی که در آثار هنرمندان نوگرای هم‌نسلش دیده می‌شود. طبیعت تصویر شده در آثار او، بیشتر نمودی عرفانی و شهودی از زمین دارد، از عناصر زمین و مفاهیم متعالی دیگری که بیننده را به جایی ناشناخته و مقدس رهنمون می‌کند. این آثار گرچه در نگاه اول چین‌وشکن‌های تپه‌ماهورها یا رگه‌های سنگی را تداعی می‌کند، اما همچنان در ادامه جست‌وجوهای فرم و هندسه هستی می‌گیرد. آثار او همگی ساختاری استوار و محکم و مطمئن دارند.

## نمایشگاه‌ها

### منتخب نمایشگاه‌های انفرادی[۶]
- گالری استتیک، تهران، ۱۹۵۷ (اردیبهشت ۱۳۳۶)[ب]
- گالری استتیک، تهران، ۱۹۵۷ (آذر ۱۳۳۶)
- گالری زروان، تهران، ۱۹۷۳ (۱۳۵۲)
- گالری اودرمات، پاریس، فرانسه، ۱۹۷۶ (۱۳۵۵)[پ]
- گالری زند، تهران، ۱۹۷۸ (۱۳۵۷)
- آتن، یونان، ۱۹۸۱ (۱۳۶۰)
- گالری آرشیل گورکی، نیویورک، ۱۹۸۳ (۱۳۶۲)
- کلکسیون پی ام،[ت] لس آنجلس، آمریکا، ۱۸۷۶ (۱۳۶۵)
- استودیو کافه،[ث] نیوپورت، آمریکا، ۱۹۸۷ (۱۳۶۶)
- سازمان اِی ام وی گرافیک،[ج] تورنتو، کانادا، ۱۹۹۷ (۱۳۷۶)
- گالری بی‌ساید،[چ] آمریکا، ۲۰۰۰ (۱۳۷۹)
- گالری آرشل گورکی،[ح] تورنتو، کانادا، ۲۰۰۴ (۱۳۸۳)
- گالری ماه، تهران، ۲۰۰۶ (۱۳۸۵)
- مروری بر آثار؛ «هفت دهه نقاشی‌های سیراک ملکنیان»، گالری آب انبار و گالری آریا، تهران، ۲۰۱۵ (۱۳۹۴)
- «سفری پرحادثه از شن تا برف»،[خ] گالری سحر بلوکی، تورنتو، کانادا، ۲۰۲۲۳ (۱۴۰۲)

### منتخب نمایشگاه‌های گروهی[۶]
- «نمایشگاه سالیانه گروهی» در انجمن ایران – شوروی در تهران، ۱۹۵۰ (۱۳۲۹)
- «نمایشگاه هنرمندان ایرانی معاصر» در کاخ ابیض تهران، ۱۹۵۶ (۱۳۳۵)
- «نمایشگاه هنرمندان معاصر ایران» در انجمن ایران-آمریکا، ۱۹۵۷ (۱۳۳۶)
- ” بی‌ینال ونیز” هنرمندان ایران-ایتالیا، ۱۹۵۸ (۱۳۳۷)
- ” بی‌ینال پاریس”، ۱۹۵۹ (۱۳۳۸)
- «نمایشگاه هنرمندان معاصر ایران» دفتر مرکزی بانک صادرات تهران، ۱۹۶۱ (۱۳۴۰)
- «نمایشگاه هنرمندان معاصر ایران» نیویورک، ۱۹۶۷ (۱۳۴۶)
- «نمایشگاه هنرمندان معاصر ایران» نیویورک، ۱۹۶۷ (۱۳۴۶)
- «نمایشگاه هنرمندان معاصر ایران» پاکستان، ۱۹۷۱ (۱۳۵۰)
- «نمایشگاه هنرمندان معاصر ایران» آلمان غربی، ۱۹۷۳ (۱۳۵۲)
- «گروه هنرمندان آزاد» نمایشگاه بین‌المللی ایران-فرانسه در تهران، ۱۹۷۴ (۱۳۵۳)
- «نمایشگاه هنرمندان معاصر ایران» گالری هنر و فرهنگ تهران، ۱۹۷۴ (۱۳۵۳)
- «نمایشگاه آثار منتخب هنرمندان معاصر» گالری سیحون، ۱۹۷۴ (۱۳۵۳)
- «آثار هنرمندان ایرانیان گذشته تا امروز» انجمن ایران-آمریکا تهران، ۱۹۷۵ (۱۳۵۴)
- «آثار هنرمندان ایرانی و بین‌المللی» گالری سامان تهران، ۱۹۷۶ (۱۳۵۵)
- «نمایشگاه فیاک ۷۷ هنر معاصر» قصر بزرگ پاریس، ۱۹۷۷ (۱۳۵۶)
- «هنرمندان معاصر» گالری زند تهران، ۱۹۷۷ (۱۳۵۶)
- «مجموعه آثار هنری از هنرمندان ارمنی-کانادایی» مونترآل و اتاوا، ۱۹۹۰ (۱۳۶۹)
- «هنرمندان آمریکایی معاصر» گالری باغومیان،[د] نیویورک، ۱۹۹۵ (۱۳۷۴)
- “هنرمندان معاصر ارمنی آروست ۹۷” کتابخانه مرکزی لس‌آنجلس، آمریکا ۱۹۹۷ (۱۳۷۶)
- «طبیعت در نقاشی‌های معاصر ایرانی» موزه هنرهای معاصر تهران، ۱۹۹۹ (۱۳۷۸)
- «نقاشان معاصر ایران شرق تخیل» موزه هنرهای معاصر تهران، ۲۰۰۶ (۱۳۸۵)
- «پنجاه سالگی: نمایشگاه آثار ۵۰ + ۵ هنرمند معاصر ایرانی» گالری سیحون، ۲۰۱۷ (۱۳۹۶)
- «ایران پرینت»[ذ]، گردآوری شده توسط طرلان رفیعی و یاشار صمیمی مفخم، گالری میم[ر]، دبی، ۲۰۱۹ (۱۳۹۸)
- «ایران حماسی»،[ز], موزه ویکتوریا و آلبرت، گردآوری شده توسط جان کرتیس، اینا ساریخانی سندمان، و تیم استنلی؛ مه ۲۰۲۱ تا سپتامبر ۲۰۲۱ موزه ویکتوریا و آلبرت، لندن، انگلستان، ۲۰۲۰ (۱۳۹۹)
- "۵ تیتان هنر مدرن ایران "، گالری سحر بلوکی، تورنتو، کانادا، ۲۰۲۲ (۱۴۰۱)
- "چند فصل: فریدون آو و مجموعه لعل"،[ژ]“, ۱۹۵۹–۲۰۱۹” در Jameel Arts Centre, دوبی؛ گردآوری شده توسط نگار عظیمی و سهراب محبی همراه Talia Heiman آرت جمیل، دبی، ۲۰۲۳ (۱۴۰۲)

## آثار در مجموعه‌های موزه‌ها
- موزه هنرهای معاصر تهران
- کاخ-موزه نیاوران
- کاخ-موزه سعدآباد
- مجموعه بانک سپه[۱۲]
- موزه ویکتوریا و آلبرت[۱۳]
- موزه هنر شهرستان لس آنجلس[۱۴]

## جوایز
- ۱۳۳۶ برندهٔ جایزهٔ هنرمندان معاصر ایران در انجمن ایران و آمریکا
- ۱۳۳۷ برندهٔ جایزهٔ سلطنتی بی‌ینال تهران

## یادداشت
1. ↑  Alex Gevargiz
2. ↑  Gallery Esthetic
3. ↑  Odermatt
4. ↑  PM Collection
5. ↑  Studio Café
6. ↑  AMV Graphic Organisation
7. ↑  Bayside Gallery
8. ↑  Arshel Gorky Art Gallery
9. ↑  An Odyssey from Sand to Snow
10. ↑  Baghoomian Gallery
11. ↑  Iran Print: Vol.1
12. ↑  Meem Gallery
13. ↑  Epic Iran
14. ↑  Some seasons: Fereydoun Ave and the Laal Collection